# Schoolcraft
Schoolcraft es una villa ubicada en el condado de Kalamazoo en el estado estadounidense de Míchigan. En el Censo de 2010 tenía una población de 1525 habitantes y una densidad poblacional de 602,05 personas por km².

## Geografía
Schoolcraft se encuentra ubicada en las coordenadas 42°7′1″N 85°38′1″O / 42.11694, -85.63361. Según la Oficina del Censo de los Estados Unidos, Schoolcraft tiene una superficie total de 2.53 km², de la cual 2.53 km² corresponden a tierra firme y (0%) 0 km² es agua.

## Demografía
Según el censo de 2010, había 1525 personas residiendo en Schoolcraft. La densidad de población era de 602,05 hab./km². De los 1525 habitantes, Schoolcraft estaba compuesto por el 95.61% blancos, el 0.98% eran afroamericanos, el 0.98% eran amerindios, el 0.59% eran asiáticos, el 0% eran isleños del Pacífico, el 0.46% eran de otras razas y el 1.38% pertenecían a dos o más razas. Del total de la población el 2.03% eran hispanos o latinos de cualquier raza.